# Mollahat
Mollahat (en bengali : মোল্লাহাট) est une upazila du Bangladesh dans le district de Bagerhat. En 1991, on y dénombrait 116 729 habitants.